# Оберштауфенбах
Оберштауфенбах (нем. Oberstaufenbach) — община в Германии, в земле Рейнланд-Пфальц. 
Входит в состав района Кузель. Подчиняется управлению Альтенглан.  Население составляет 255 человек (на 31 декабря 2010 года). Занимает площадь 2,68 км².